# Hilda
För andra betydelser, se Hilda (olika betydelser).
Hilda är ett kvinnonamn med fornnordiskt ursprung. Det kommer från namnet Hild, som var en av Odens valkyrior. Det återfinns även i det isländska ordet hildr 'strid'.  Det äldsta belägget för Hilda i Sverige är från år 1796. Hilde är den tyska och danska varianten.
Den 31 december 2014 fanns det totalt 7 393 kvinnor folkbokförda i Sverige med namnet Hilda, varav 3 789 bar det som tilltalsnamn. Dessutom fanns det 703 kvinnor med namnet Hilde (varav 399 bar det som tilltalsnamn) och 89 kvinnor med namnet Hild (varav 36 bar det som tilltalsnamn).
Sedan 1901 är namnsdagen för Hilda 18 januari. Mellan 1986 och 1992 var namnsdagen den 21 november. I den finlandssvenska namnsdagslängden har Hilda namnsdag 22 februari sedan 1950. Före det hade Hilda namnsdag 25 oktober 1929–1949.

## Personer med namnet Hilda

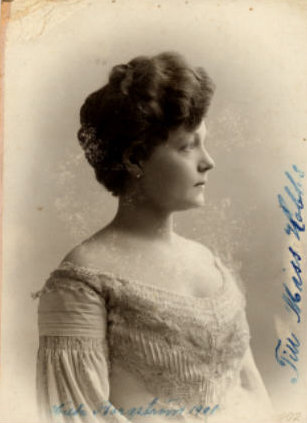
Hilda Borgström

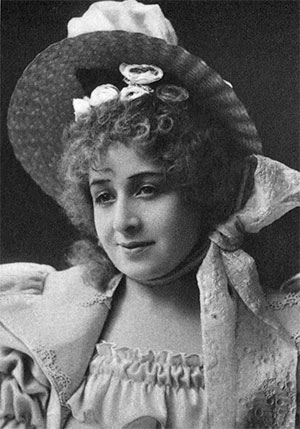
Hilda Castegren

- Hilda av Nassau, storhertiginna av Baden
- Hilda Bernstein, sydafrikansk författare
- Hilda Borgström, svensk skådespelare
- Hilda Cameron, kanadensisk friidrottare
- Hilda Carlén, svensk fotbollsmålvakt
- Hilda Caselli, svensk pedagog
- Hilda Castegren, svensk skådespelare och operasångerska
- Hilda Doolittle, amerikansk författare
- Hilda Forsslund, svensk skådespelare
- Hilda Fredriksen, norsk skådespelare
- Hilda Hellgren, svensk textilkonstnär
- Hilda Hellwig, svensk regissör
- Hilda Kibet, holländsk långdistanslöpare
- Hilda Lindgren, svensk konstnär
- Hilda Lund, svensk ballerina
- Hilda Petrini, Sveriges första kvinnliga hantverksmästare
- Hilda Ringvall, svensk skådespelare
- Hilda Sachs, svensk journalist
- Hilda Sandels, svensk operasångare
- Hilda Sjölin, svensk fotograf
- Hilda Solis, amerikansk politiker
- Hilda Strike, kanadensisk friidrottare
- Hilda Thegerström, svensk musiker
- Hilda Waldeland, norsk-svensk pianist

### Fiktiva personer med namnet Hilda
- Hilda Spellman, faster till Sabrina Tonårshäxan
- Kvast-Hilda, amerikansk seriefigur

## Personer med namnet Hilde

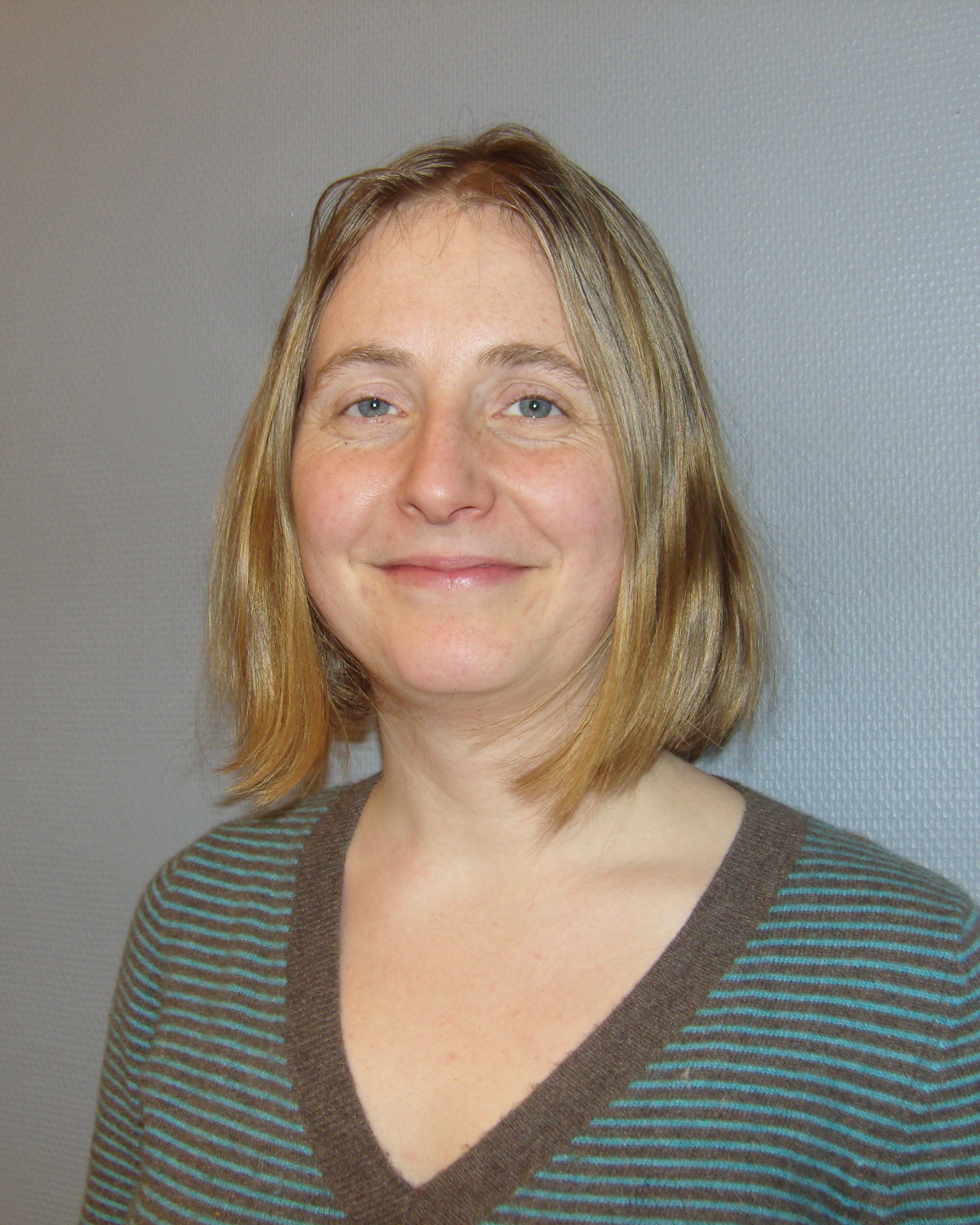
Hilde Hagerup

- Hilde Bussmann, tysk bordtennisspelare
- Hilde Fenne, norsk skidskytt
- Hilde Gerg, tysk alpin skidåkare
- Hilde Gjermundshaug Pedersen, norsk längdskidåkare
- Hilde Hagerup, norsk författare
- Hilde Krahwinkel Sperling, tysk tennisspelare
- Hilde Kramer, norsk illustratör
- Hilde Körber, österrikisk skådespelare
- Hilde Synnøve Lid, norsk freestyleåkare
- Hilde Nyblom, svensk operettsångerska och konstnär